# 1962 au cinéma
| Années du cinéma : 1959 - 1960 - 1961 - 1962 - 1963 - 1964 - 1965    |
| Décennies du cinéma : 1930 - 1940 - 1950 - 1960 - 1970 - 1980 - 1990 |

Cet article présente les faits marquants de l'année 1962 au cinéma.

## Événements
- Le 5 août, Marilyn Monroe, 36 ans, est retrouvée morte à son domicile. Le suicide de cette icône des années cinquante, alors au sommet de sa gloire, contribue à enraciner sa célébrité au-delà de sa carrière d'actrice ou de chanteuse.
- 28 septembre : Adoption de la loi fédérale suisse sur le cinéma.

## Principales sorties en salles en France
- 17 janvier : Diamants sur canapé de Blake Edwards.
- 23 janvier : Jules et Jim de François Truffaut.
- 2 février : Adorable Menteuse de Michel Deville.
- 16 février : La Jetée, film de Chris Marker,
- 17 février : Vie privée, film de Louis Malle, avec Brigitte Bardot.
- 1er mars : West Side Story de Robert Wise.
- 7 mars : Cartouche de Philippe de Broca.
- 28 mars : Accattone de Pier Paolo Pasolini.
- 11 avril : Cléo de 5 à 7, film d’Agnès Varda.
- 18 avril : La Guerre des boutons d'Yves Robert.
- 11 mai : Un singe en hiver d'Henri Verneuil.
- 23 mai : Le Caporal épinglé de Jean Renoir.
- 25 août : L'Éclipse (L'Eclisse) de Michelangelo Antonioni.
- Septembre : Le Repos du guerrier, film de Roger Vadim.
- 5 septembre : À travers le miroir d'Ingmar Bergman.
- 20 septembre : Vivre sa vie de Jean-Luc Godard.
- 25 septembre : Le Jour le plus long (The Longest Day) de Ken Annakin, Andrew Marton, Bernhard Wicki et Gerd Oswald, produit par Darryl F. Zanuck.
- 3 octobre : L'Homme qui tua Liberty Valance de John Ford.
- 5 octobre : Les Mystères de Paris, d'André Hunebelle
- 26 octobre : Le Masque de fer d'Henri Decoin
- 5 novembre : Lolita de Stanley Kubrick.
- 17 décembre : Hatari ! d'Howard Hawks.
- 21 décembre : Le Procès (The Trial) d'Orson Welles.
- 21 décembre : Mot de passe : courage (The Password Is Courage) d'Andrew L. Stone

## Autres films
- 7 mars : Ibu Mertua-ku est réalisé et joué par le réalisateur malaisien P. Ramlee.
- 23 mai : Miracle en Alabama, film d'Arthur Penn, sort aux États-Unis.
- 5 octobre : James Bond 007 contre Dr. No, premier film de la saga James Bond, est projeté dans les salles au Royaume-Uni (1963 en France).
- 26 octobre : Qu'est-il arrivé à Baby Jane ? (What Ever Happened to Baby Jane?) de Robert Aldrich avec Bette Davis et Joan Crawford sort aux États-Unis.
- 8 novembre : Les Révoltés du Bounty de Lewis Milestone.
- 22 décembre : Orson Welles réalise son film Le procès avec l'acteur Anthony Perkins dans le premier rôle.

Voir aussi : Catégorie:Film sorti en 1962

## Festivals

### 23 mai:Cannes
- Palme d'or : La Parole donnée (O pagador de promessas) de Anselmo Duarte
- Prix de la Critique Internationale (FIPRESCI) : L'Ange exterminateur (El Angel exterminador) de Luis Buñuel
- Prix spécial du jury : Procès de Jeanne d'Arc de Robert Bresson et L'Eclipse (L'Eclisse) de Michelangelo Antonioni
- Palme d'or du court métrage : La Rivière du hibou de Robert Enrico

### Autres festivals
- Mostra de Venise :
  - Lion d'or : Journal intime (Cronaca familiare) de Valerio Zurlini et L'Enfance d'Ivan (Ivanovo detstvo) d'Andreï Tarkovski
  - Prix spécial du jury : Vivre sa vie de Jean-Luc Godard
  - Coupe Volpi d'interprétation féminine : Emmanuelle Riva pour Thérèse Desqueyroux de Georges Franju
  - Coupe Volpi d'interprétation masculine : Burt Lancaster pour Le Prisonnier d'Alcatraz (Birdman of Alcatraz) de John Frankenheimer
- Festival de Berlin : L'Ours d'or du meilleur film est attribué à Un amour pas comme les autres (A Kind of Loving) de John Schlesinger
- Festival international du film de Karlovy Vary : Grand prix à Neuf jours d'une année (9 dney odnogo goda) de Mikhail Romm

## Récompenses

### Oscars
- Lawrence d'Arabie (Lawrence of Arabia) de David Lean remporte sept oscars dont celui de meilleur film, meilleure réalisation et meilleure musique (Maurice Jarre).
- Meilleure actrice : Anne Bancroft dans Miracle en Alabama (The Miracle Worker) d'Arthur Penn.
- Meilleur acteur : Gregory Peck dans Du silence et des ombres (To Kill a Mockingbird) de Robert Mulligan
- Meilleur film étranger : Les Dimanches de Ville d'Avray de Serge Bourguignon.

### Autres récompenses
- Prix Louis-Delluc : L'Immortelle d'Alain Robbe-Grillet et Le Soupirant de Pierre Étaix
- Prix Jean-Vigo : La Guerre des boutons d'Yves Robert

## Box-office
- France :

1. Le Jour le plus long (The Longest Day) de Ken Annakin, Andrew Marton, Bernhard Wicki et Gerd Oswald, produit par Darryl F. Zanuck
2. La Guerre des boutons d'Yves Robert
3. West Side Story de Robert Wise
4. La Fayette de Jean Dréville
5. La Conquête de l'Ouest (How the West Was Won) de John Ford, Henry Hathaway, George Marshall et Richard Thorpe

- États-Unis :

1. Lawrence d'Arabie (Lawrence of Arabia) de David Lean
2. Le Jour le plus long (The Longest Day) de Ken Annakin, Andrew Marton, Bernhard Wicki et Gerd Oswald, produit par Darryl F. Zanuck
3. Les Enfants du capitaine Grant (In Search of the Castaways) de Robert Stevenson
4. The Music Man de Morton DaCosta
5. Un soupçon de vison (That Touch of Mink) de Delbert Mann

## Principales naissances
- 17 janvier : Jim Carrey
- 21 janvier : Marie Trintignant († 1er août 2003)
- 22 janvier : Isabelle Nanty
- 5 février : Jennifer Jason Leigh
- 4 février : 
  - Jacqueline Lorains
  - Christopher Buchholz
  - Michael Riley
- 18 mars : Thomas Ian Griffith
- 2 avril : Pierre Carles
- 7 avril : Ram Gopal Varma
- 27 avril : Im Sang-soo
- 5 mai : Nicolas Vanier
- 12 mai : Emilio Estevez
- 24 mai : Gene Anthony Ray († 14 novembre 2003)
- 26 mai : Bob Goldthwait
- 7 juin : Lance Reddick († 17 mars 2023)
- 12 juin : Kevin Lima
- 22 juin : Stephen Chow
- 27 juin : Tony Leung Chiu-wai
- 29 juin : Frédéric Laffont
- 3 juillet : Tom Cruise
- 31 juillet : Wesley Snipes
- 5 août : Jo Kennedy
- 6 août : Michelle Yeoh
- 11 août : Rob Minkoff
- 16 août : Steve Carell
- 19 août : Patrick Dell'Isola († 22 octobre 2022).
- 28 août : David Fincher
- 29 août : Armand Eloi
- 2 septembre : Dominique Farrugia
- 7 septembre : Siddiq Barmak
- 8 septembre : Thomas Kretschmann
- 12 septembre : Michel Qissi
- 17 septembre : Baz Luhrmann
- 11 octobre : Joan Cusack
- 13 octobre : Kelly Preston († 12 juillet 2020)
- 14 octobre : Trevor Goddard († 7 juin 2003).
- 1er novembre : Brenda Chapman
- 11 novembre : Demi Moore
- 15 novembre : 
  - Moussa Maaskri
  - Craig Shoemaker
- 19 novembre : Jodie Foster
- 9 décembre : Felicity Huffman
- 22 décembre : Ralph Fiennes
- 23 décembre : Tran Anh Hung

## Principaux décès
- 11 avril : Michael Curtiz, réalisateur américain
- 5 août : Marilyn Monroe, actrice américaine
- 6 octobre : Tod Browning, réalisateur américain
- 15 décembre : Charles Laughton, acteur et réalisateur britannique